# Luminita Zaituc
Luminita Zaituc-Zelaskowski (Bucarest, 9 ottobre 1968) è un'ex maratoneta rumena naturalizzata tedesca.

## Palmarès
| Anno                             | Manifestazione    | Sede     | Evento       | Risultato | Prestazione | Note |
| -------------------------------- | ----------------- | -------- | ------------ | --------- | ----------- | ---- |
| In rappresentanza della Romania  |                   |          |              |           |             |      |
| 1986                             | Mondiali juniores | Atene    | 4x400 m      | 5ª        | 3'38"63     |      |
| 1993                             | Mondiali          | Atene    | 3000 m piani | 14ª       | 9'01"38     |      |
| In rappresentanza della Germania |                   |          |              |           |             |      |
| 2002                             | Europei           | Monaco   | Maratona     | Argento   | 2h26'58     |      |
| 2004                             | Giochi olimpici   | Atene    | Maratona     | 18ª       | 2h36'45     |      |
| 2006                             | Europei           | Göteborg | Maratona     | dnf       | dnf         |      |
| 2009                             | Mondiali          | Berlino  | Maratona     | dnf       | dnf         |      |

## Altre competizioni internazionali
2001
- Oro alla Maratona di Francoforte ( Francoforte sul Meno) - 2h26'01"

2003
- Oro alla Maratona di Francoforte ( Francoforte sul Meno) - 2h29'41"